# Are Parents People?
Are Parents People? (bra: Por Que Divorciar?') é um filme mudo estadunidense de 1925, do gênero comédia, dirigido por Malcolm St. Clair para a Paramount Pictures, com roteiro de Frances Agnew baseado no romance Are Parents People?, de Alice Duer Miller.